# 伝使
伝使（でんし）とは、古代日本の律令制において、中央から国府へ赴く道中において発給された伝符を携行し許可された伝馬（官馬）を乗り継いで通行する官人（赴任する国司を含む）を指す。伝馬の制度では、伝馬は郡ごとに5頭備える規定だった。また郡は、伝使へ食事・宿泊も提供した。

## 概要
公式令によれば、伝使は発給された伝符を携行し、その剋数は利用が許される伝馬の数とされ、官人の身分によって剋数は異なっていた。天平10年（738年）の但馬国・周防国の正税帳が残され、多くの伝使の往来が記されている。
延暦11年（792年）に伝馬の制度を一時廃止したが、延暦24年（805年）に山陽道以外では復活した。9世紀以降は、次第に、赴任する国司のみが使う制度となった。
なお、国司が中央へ赴くような場合は、中央からは伝符は発給されず、官馬ではない「当国馬」を用いた。